# Hrabství Tipperary
Hrabství Tipperary (irsky Contae Thiobraid Árann, anglicky County Tipperary) je irské hrabství nacházející se na jihu země v bývalé provincii Munster. Sousedí s hrabstvími Offaly a Galway na severu, s hrabstvími Laois a Kilkenny na východě, s hrabstvími Waterford a Cork na jihu a s hrabstvími Limerick a Clare na západě.
Jelikož se hrabství dříve dělilo na dvě části – Severní (North) a Jižní Tipperary (South Tipperary), mělo také dvě hlavní města – Nenagh a Clonmel. V současnosti je hlavním městem Nenagh. Jako celek má rozlohu 4303 km² a žije v něm přibližně 159 tisíc obyvatel. Na hranici hrabství protéká řeka Shannon, rozšiřující se zde do jezera Derg.
Na území hrabství se nachází hrad Rock of Cashel, bývalé sídlo panovníků Munsteru a mnohé hory (například Galtee Mountains či Knockmealdowns).
Jednopísmenná zkratka hrabství, používaná zejména na SPZ, je od 1. 1. 2014 T, do roku 2013 se rozlišovala na Severní Tipperary TN a Jižní Tipperary TS.